# Templul lui Castor și Pollux
Templul lui Castor și Pollux (în latină Aedes Castoris, în italiană Tempio dei Dioscuri) este un templu din forumul roman, Roma, Republica Italiană. A fost construit ca urmare a victoriei Republicii Romane împotriva Ligii Latine în Bătălia de lângă lacul Regillus din 495 î.Hr.
Castor și Polux, cei doi zei romani, erau fii lui Jupiter și ai Ledei. Cultul lor era unul foarte popular la Roma, ajungând în Italia Centrală din Grecia prin Magna Graecia și restul grecilor din Italia de Sud. Nu este singurul templu rămas la Roma care să ne fi rămas, însă este probabil cel mai important.

## Construcție
Ultimul Rege al Romei, Lucius Tarquinius Superbus, a atacat la sfârșitul secolului al V-lea î.Hr. tânăra Republică Romană, alături de aliații săi latini, cu scopul de a scopul de a-și recăpăta Regatul. Înainte de confruntarea dintre cele două tabere, dictatorul roman Aulus Postumius Albus Regillensis a jurat că le va construi un templu lui Castor și Pollux, în cazul în care republica va fi victorioasă.